# Деревянное яблоко
Деревянное яблоко, или Ферония лимонная (лат. Limonia acidissima, ранее — Feronia limonia) — плодовое дерево семейства Рутовые.

## Описание
Деревянное яблоко — прямое медленнорастущее дерево с морщинистой корой и длинными тёмно-зелёными листьями 5—12,5 см длиной, при растирании издающими лимонный запах. Плод круглый, с твёрдой древесной оболочкой, диаметром 5—12,5 см. Внутри содержится коричневая липкая ароматная мучнистая сладковатая вяжущая мякоть с многочисленными маленькими белыми семенами.

## Распространение
Родина Деревянного яблока — Индия и Шри-Ланка, где оно широко выращивается вдоль дорог и в садах. Оно также широко культивируется на всей территории Юго-Восточной Азии, особенно в Малайзии.

## Использование
Мякоть деревянного яблока съедобна. Для того, чтобы употребить её в пищу, нужно предварительно расколоть древесную оболочку плода. В Шри-Ланке местные жители мякоть одного яблока разбавляют в двух литрах воды, добавляют немного сахара и дают настояться; получается напиток с характерным привкусом, утоляет жажду.
В Мьянме древесину используют для изготовления пудры или крема для лица Танака.

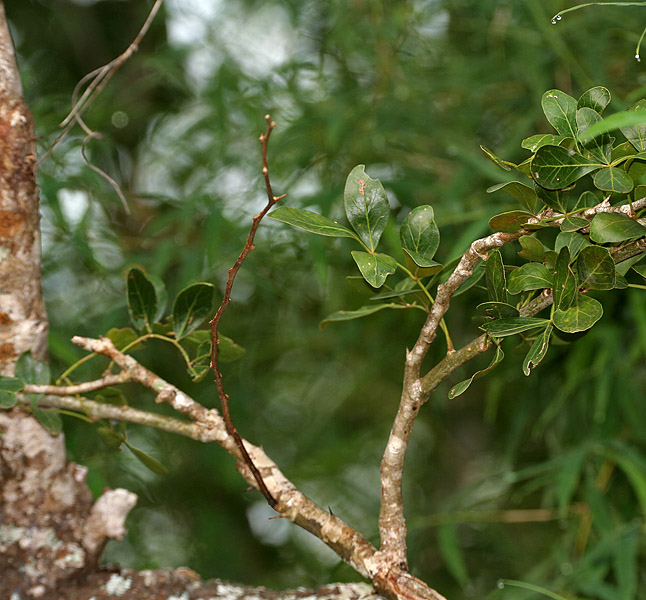
Ветви и молодые побеги
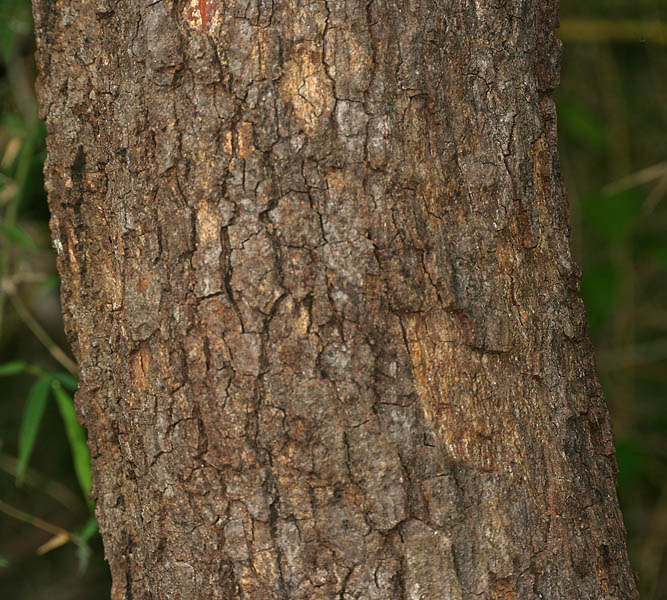
Кора ствола
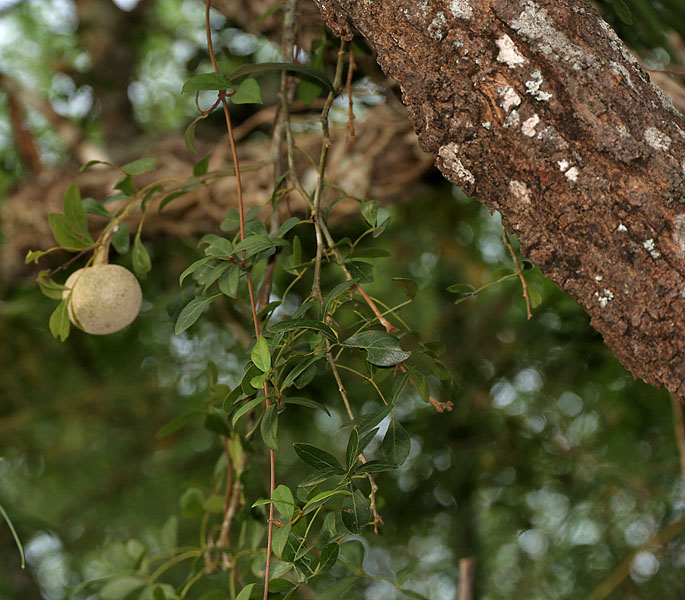
Ветвь с плодом